# Сан-Мигель (вулкан)
Сан-Мигель (исп. San Miguel), другое название «Чапаррастике» — вулкан, расположенный в восточной части Сальвадора, в одноимённом департаменте Сан-Мигель, в одиннадцати километрах к юго-западу от города Сан-Мигель. Является третьим по высоте вулканом в Сальвадоре, его высота — 2130 м. Диаментр кратера — 800 м.
Это один из наиболее активно действующих вулканов в стране. Насчитывают минимум 26 извержений за последние 304 года, самое заметное произошло в 1787 году. Последняя вулканическая активность наблюдалась в 1976 и в 2013 годах. Самая недавняя сейсмическая активность, связанная с вулканом, произошла в 2006 году.